# Rally de Tierra de Cabanas
El Rally de Tierra de Cabanas fue una prueba de rally que se celebró en Cabañas (La Coruña, España) de 2007 a 2010 por la Escudería Ferrol y fue puntuable para el Campeonato de España de Rally de Tierra.

## Historia
La primera edición se celebró el 10 de noviembre de 2007 como octava y última cita del campeonato nacional de tierra. El ganador fue el andorrano Joan Vinyes que a los mandos de un Subaru Impreza STi Spec C se impuso con una ventaja de solo once segundos sobre Dani Solà segundo clasificado. Ambos pilotos llegaban a la cita con opciones de proclamarse campeón de España siendo el Solà quien lideraba el certamen antes de la cita y que con un quinto puesto le bastaba para llevarse el título.
En 2008 la prueba se trasladó al mes de octubre y de nuevo como cierre de temporada. En esta ocasión el local Amador Vidal se impuso sobre Yeray Lemes y Dani Solà, segundo y tercer respectivamente, a bordo de un Mitsubishi Lancer Evo VIII.
Al año siguiente el rally celebró dos citas consecutivas en el fin de semana del 24 al 25 de octubre. En la primera Yeray Lemes se adjudicó la victoria aventajando en casi dos minutos al mexicano Benito Guerra, segundo en el podio, y en más de tres sobre Marc Blázquez tercer clasificado. En la segunda carrera Lemes abandonaría y el triunfo iría a parar al francés Brice Tirabassi que se impuso sobre Nani Roma y Benito Guerra.
La cuarta y última edición se llevó a cabo de nuevo en octubre y el mexicano Benito Guerra se llevó la victoria, la segunda en el certamen lo que se permitió afrontar las dos citas restantes con amplia ventaja. A pesar de haber liderado la prueba Nani Roma tuvo que abandonar tras romper la transmisión de su Mitsubishi durante un enlace.
En 2011 la prueba no se llevó a cabo por falta de fondos y la imposibilidad de su director Germán Castrillón de organizar pruebas por la inhabilitación por parte de la Federación Gallega de Automovilismo.

## Palmarés
| Año  | Edición                           | Piloto            | Copiloto       | Automóvil                  | Series |
| ---- | --------------------------------- | ----------------- | -------------- | -------------------------- | ------ |
| 2007 | 1.º Rallye de Tierra de Cabanas   | Joan Vinyes       | Jordi Mercader | Subaru Impreza STi Spec C  | CERT   |
| 2008 | 2.º Rallye de Tierra de Cabanas   | Amador Vidal      | Francisco Lema | Mitsubishi Lancer Evo VIII | CERT   |
| 2009 | 3.º Rallye de Tierra de Cabanas 1 | Yeray Lemes       | Óscar Sánchez  | Mitsubishi Lancer Evo IX   | CERT   |
| 2009 | 4.º Rallye de Tierra de Cabanas 2 | Brice Tirabassi   | Gordon Fabrice | Subaru Impreza STi N14     | CERT   |
| 2010 | 5.º Rallye de Tierra de Cabanas   | Benito Guerra jr. | Dani Cué       | Mitsubishi Lancer Evo X    | CERT   |